# Gordon Lockhart Bennett
Pour les articles homonymes, voir Gordon Bennett et Bennett.
Gordon Lockhart Bennett, né le 10 octobre 1912 et mort le 11 février 2000, homme politique canadien, servit comme lieutenant-gouverneur de la province de l'Île-du-Prince-Édouard entre 1974 et 1980.